# Halticotoma andrei
Halticotoma andrei är en insektsart som beskrevs av Knight 1968. Halticotoma andrei ingår i släktet Halticotoma och familjen ängsskinnbaggar. Inga underarter finns listade i Catalogue of Life.